# Nemezjan
Nemezjan – imię męskie pochodzenia łacińskiego od łac. Nemezjanus, wtórny cognomen od pierwotnego Némesis.

Némesis oznacza "przydzielenie tego, co się komu należy", które stało się w mitologii nazwą uosobienia sprawiedliwości (Nemezis).
Żeńskim odpowiednikiem jest Nemezja.
Nemezjan imieniny obchodzi 10 września, jako wspomnienie św. Nemezjana, męczennika za wiarę z III wieku.
Zobacz też:
- Nemezy (Nemezjusz)